# Литл-Колорадо
Литл-Колорадо (англ. Little Colorado River) — река в штате Аризона, США. Является основной водной артерией региона, известного как Цветная пустыня. Длина реки — более 507 км. Территория бассейна реки составляет около 69 000 км² и охватывает восточную часть Аризоны и крайний запад штата Нью-Мексико. Крупнейший приток — река Пуэрко. Расход воды обычно составляет менее 11 м³/с и сильно изменяется в течение года.
Река берёт начало от слияния двух ручьёв, в районе горного хребта Уайт-Маунтинс, в округе Апачи, штат Аризона. Западный ручей начинается в долине на северном склоне горы Болди, на высоте около 3000 м над уровнем моря. Восточный ручей начинается неподалёку. Ручьи сливаются в каньоне вблизи города Григ, формируя непосредственно реку Литл-Колорадо. В верхнем течении течёт главным образом на север, а затем — на северо-запад, принимая такие притоки как Зуни и Сильвер-Крик, а затем и свой крупнейший приток — реку Пуэрко, вблизи городка Холбрук. Отсюда река начинает течь через Цветную пустыню. В нижнем течении протекает по глубоким каньонам в плато Колорадо, которые образуют в устье реки одно их ответвлений Большого каньона. Литл-Колорадо впадает в реку Колорадо вдали от населённых пунктов.